# شی شینگفانگ
شی شینگفانگ (انگلیسی: Xie Xingfang؛ زادهٔ ۸ ژانویهٔ ۱۹۸۱) بدمینتون‌باز اهل چین است.